# Kalligrafie
Kalligrafie, auch Kalligraphie (altgriechisch καλλιγραφία kalligraphía, von κάλλος kállos „Schönheit“ und -graphie), ist die „Kunst des schönen Schreibens“ von Hand (Chirografie) mit Federkiel, Pinsel, Filzstift oder anderen Schreibwerkzeugen. Die Kalligrafie unterscheidet sich von Typografie (Setzen von Schrift aus vorgefertigten Buchstabenformen) und Lettering (konstruierendes Zeichnen von Schriftzügen). Im Schulfach Schönschreiben wird nicht Kalligrafie unterrichtet, sondern leserliches Schreiben.

## Einführung
Das Ansehen der Kalligrafie ist in der Kulturgeschichte überall dort gegeben, wo das Abschreiben heiliger Texte selbst als sakraler Vorgang eingestuft wird, so etwa traditionell im Christentum bei der Kopie der Bibel oder im Islam, wo die Basmala die häufigste kalligrafische Form ist. Noch heute ist auch für die chinesische und japanische Schriftkultur die Kalligrafie wichtig und inspirierend. Wichtiger als die Leserlichkeit ist dabei die Erzielung perfekter ästhetischer Ausgewogenheit und das Sichtbarmachen von Emotionen.
Viele Kalligrafen verweisen auf den fast meditativen Charakter ihrer Arbeit:

„Die Ruhe dieser Arbeit erfüllt das ganze Wesen mit einer umfassenden Zufriedenheit, wo Zeit und Raum, für kurze Zeit wie weggewischt, uns nicht mehr kümmern noch belasten.“

## Westliche Kalligrafie

Schriftprobe der im Hochmittelalter verwendeten Textura quadrata

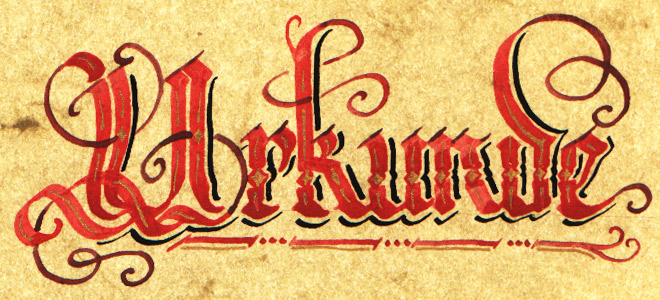
Moderne westliche Kalligrafie findet heute meist bei der Erstellung festlicher Urkunden ihren Einsatz

In der abendländischen mittelalterlichen Kultur spielte die Kalligraphie eine kaum zu überschätzende Rolle als einzig bekannte Form der Übermittlung von Literatur. Um allerdings die Texte immer klar lesbar zu halten, wurde die Schrift nur in gewissen Maßen kalligraphisch verändert, so in Form von Abbreviaturen (Abkürzungen) und Ligaturen (Ineinanderschreibungen von Buchstaben). Der eigentliche Buchschmuck erstreckte sich in Europa immer auch auf die Bilder und Illustrationen, da im Christentum kein Bilderverbot gilt, anders als in Islam und Judentum. In Deutschland waren besonders Augsburg und Nürnberg Zentren der Buch- und Schriftkunst. Der Augsburger Ulrich Taler und die Nürnberger Familien Glockendon und Neudörffer waren bekannte Schriftkünstler. Die eigentliche Kalligraphie wurde als eigene Kunstform eher im Bereich der Überschriften verwendet. In der Renaissance und im Barock entstand als Antwort auf die als nicht allzu schön empfundene gedruckte Schrift dann die eigentliche, bewusst auf die Schönheit der Schrift ausgerichtete europäische Kalligraphie, besonders in Italien, Frankreich und England. Spezielle Schreibmeisterbücher zeigen ein hohes Niveau.
Auch wenn die Kalligrafie in Europa seit Beginn der Neuzeit stark an Prestige verloren hat, ist sie als Kunstform und Hobby doch noch lebendig, erlebt sogar seit der Einführung der Heimcomputer eine gewisse Renaissance. Praktische Anwendung findet sie bei der Gestaltung von Urkunden, Plakaten oder Eintragungen z. B. in ein Goldenes Buch.
In ganz Europa finden sich historische Werke antiker und mittelalterlicher Kalligrafen, die vielfach in Klöstern entstanden sind und durch ihre teure Ausstattung und reichhaltigen Details bestechen.
In neuerer Zeit ist als bekannter Kalligraf z. B. Edward Johnston zu nennen, der mit seiner Foundational Hand und der serifenlosen Johnston Sans, die in der Londoner U-Bahn bis heute verwendet wird, berühmt wurde.

## Hebräische Kalligrafie
Seit talmudischer Zeit bezeichnet Sofer (Betonung auf dem „e“) einen Schreiber hebräischer Texte. Der Beruf des Sofers erfordert eine jahrelange Ausbildung und ist innerhalb des Judentums sehr angesehen. Die biblischen Texte werden mit einer Vogelfeder (Gänsekiel) und einer Tinte ohne Metallzusätze, die der Sofer meist selber herstellt, geschrieben. Die Unterlage ist stets ein nur für diesen Zweck handproduziertes Pergament. Die hebräischen Texte sind unvokalisiert, haben aber besondere Verzierungen, die auch als Krönchen bezeichnet werden. Die Texte müssen absolut fehlerfrei und präzise geschrieben werden. Der Sofer darf nicht aus dem Gedächtnis schreiben, sondern muss jeden Buchstaben einzeln aus der Vorlage kopieren.

## Chinesische, koreanische und japanische Kalligrafie

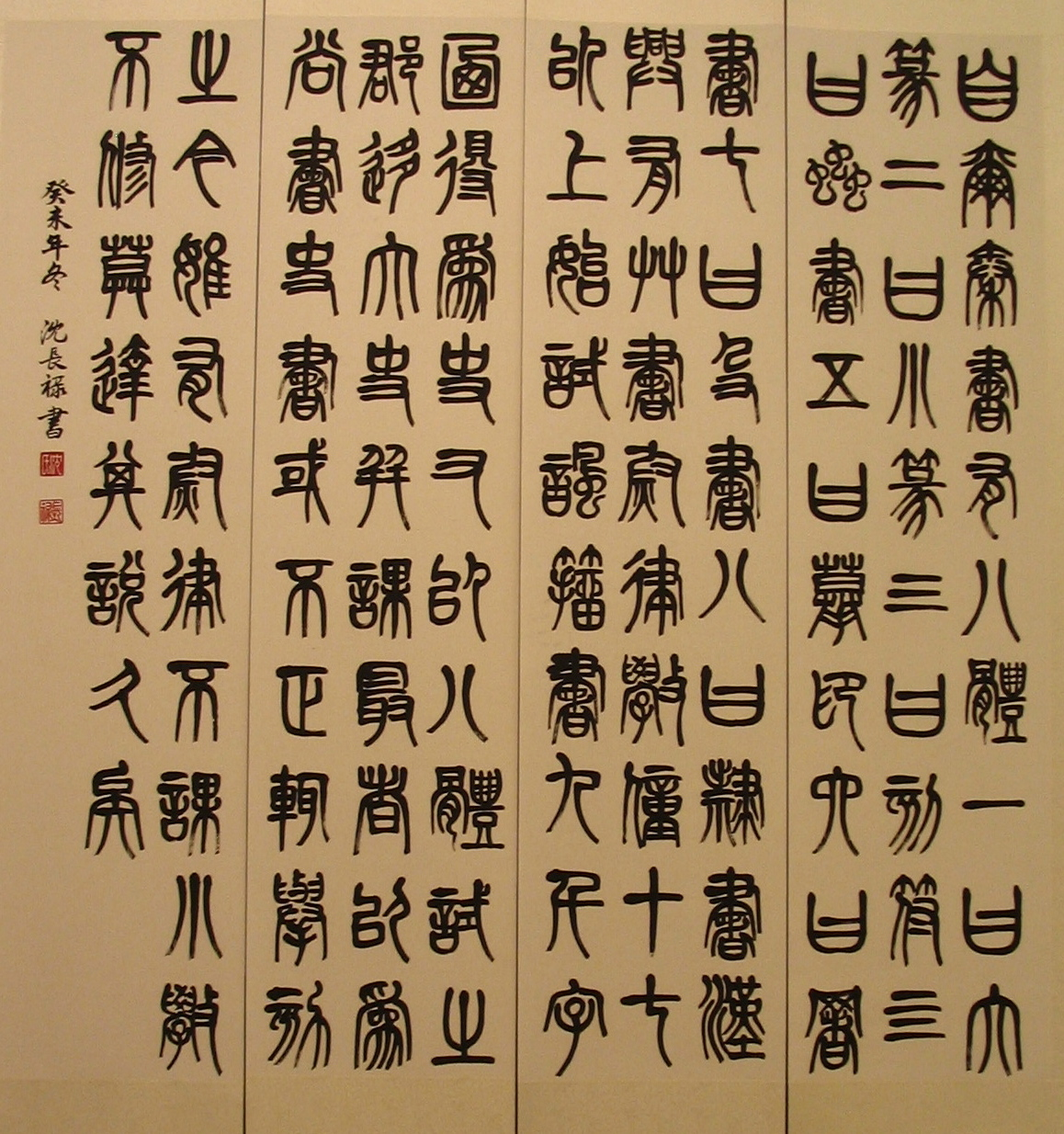
Kalligrafie am Sun Yat-sen-Schrein in Taipeh

In Asien, hauptsächlich im chinesischen Raum, Korea und Japan, hat die Kalligrafie immer noch einen hohen Stellenwert im gesellschaftlichen und künstlerischen Leben. Die am meisten verwendeten Werkzeuge sind Pinsel, Tuschestange und Tuschestein, sowie das Papier als wesentlicher Bestandteil des Schreibprozesses. Vor dem eigentlichen Schreiben wird Tusche von der Tuschestange im Reibstein mit Wasser oder Wein angerieben. Der Schreibakt ist heutzutage oftmals impulsiv, was die Schriftzeichen schwer leserlich, aber umso ausdrucksstärker macht. Schriftstile wie die Grasschrift stellen den eigentlichen Text und seine Lesbarkeit sogar bewusst hinter die kalligraphische Gestaltung zurück, selbst gebildete Chinesen können Grasschriften oft nicht lesen. Sie gelten als Bild, nicht als Text.
Kalligrafische Kunstwerke zieren auch als paarige senkrechte Schrifttafeln und als waagrechte Namensschilder den chinesischen Garten. Sie sind von den Gartenbauten fast nicht zu trennen und bilden wichtige Schmuckelemente im chinesischen Landschaftsgarten. Der Inhalt der Tafeln und Schilder ist im Allgemeinen auf die Umgebung der Gebäude bezogen. Häufig handelt es sich um Zeilen aus berühmten Gedichten, in denen Besonderheiten der Szenerie angedeutet sind.

## Arabische Kalligrafie

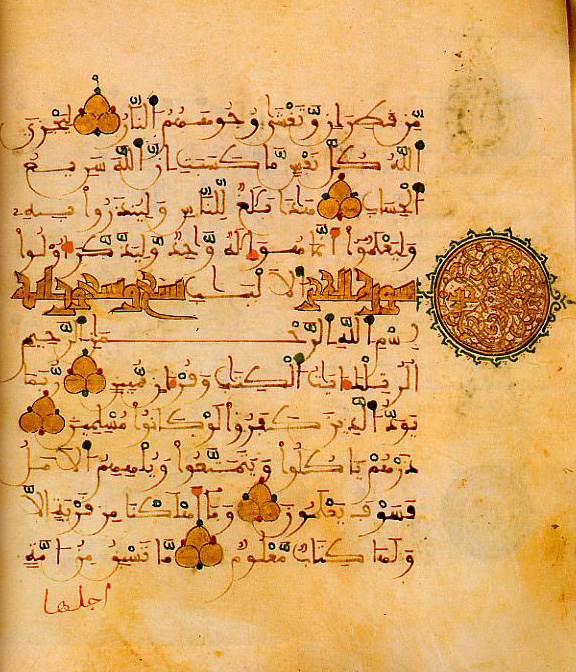
Koran aus Andalusien

Aufgrund des Bilderverbots im Islam wurde die kursive arabische Schrift in kalligrafischen Kunstwerken wie Linien verwendet, wodurch Bilder aus Buchstaben, sogenannte Kalligramme, entstanden. Da in den meisten Ländern der islamischen Welt die Kalligraphie als einzige erlaubte Kunstform galt, bildet sie im islamischen Raum das Haupt-Schmuckelement in der Architektur.
Eine der kunstvollsten Arten der arabischen Kalligrafie, die Osmanische Kalligrafie, entwickelte sich bis zu Beginn des 20. Jahrhunderts im Osmanischen Reich.

## Altägyptische Kalligrafie

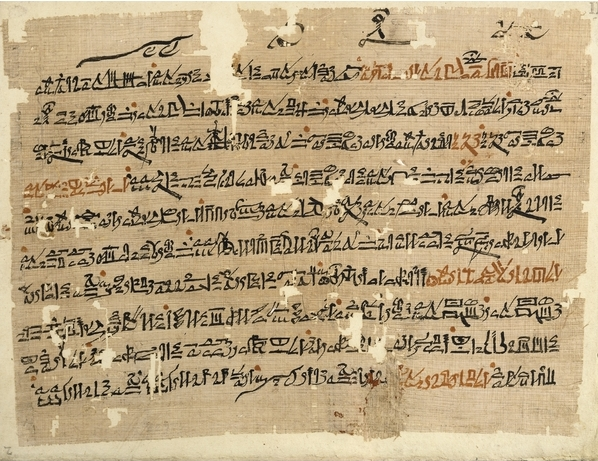
Papyrus Sallier II aus der 19. Dynastie, geschrieben in Buchhieratisch

Während Ägyptische Hieroglyphen vorrangig für Inschriften und Objektaufschriften verwendet wurden, fanden auf mobilen Schriftträgern wie Papyri oder Ostraka hauptsächlich die Kursivschriften Hieratisch und Demotisch Verwendung. Hieratisch wurde mit weich gekauter Binse auf Papyrus geschrieben, ab der Römerzeit fand auch der Kalamos Verwendung. Vor allem literarische und religiöse Texte wurden sehr sorgfältig geschrieben, wobei die Hieratogramme überaus ausladend und schwungvoll ausfallen konnten. Vor allem das Buchhieratisch der Ramessidenzeit gilt als manieriert.

## Weblinks

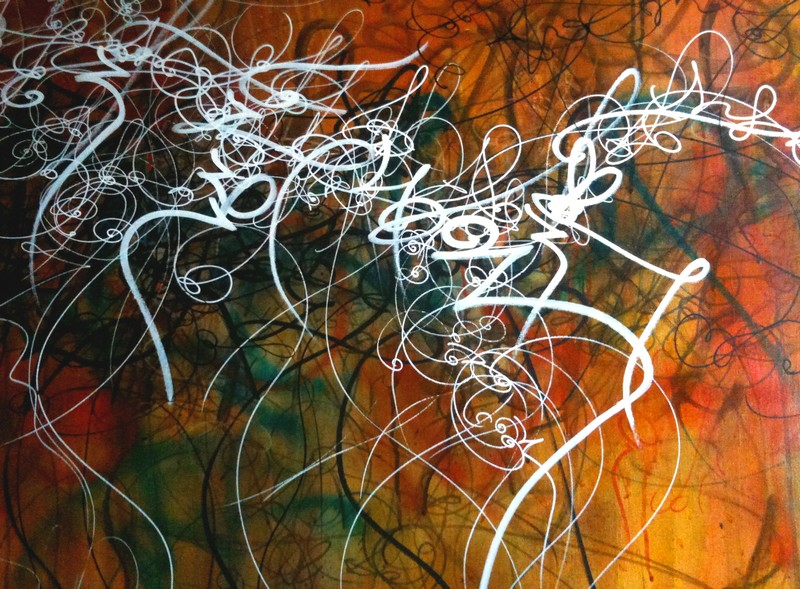
Graffiti & Kalligrafie